# Panagjurski kołonii
Panagjurski kołonii (bułg. Панагюрски колонии) – wieś i uzdrowisko w Bułgarii, w obwodzie Pazardżik, w gminie Panagjuriszte. Według danych szacunkowych Ujednoliconego Systemu Ewidencji Ludności oraz Usług Administracyjnych dla Ludności, 15 czerwca 2020 roku miejscowość liczyła 291 mieszkańców.

## Położenie
Panagjurski kołonii znajduje się w górskim rejonie. Leży na grzbiecie Sysztinskiej Srednej Gory, na wschód od szczytu Bratija (1519 m n.p.m.). Na obszarze uzdrowiska swoje źródła ma rzeka Medetska. Korzystne połączenie wysokości (1050 m – poziom przeważających niskich chmur) z południową ekspozycją klimatycznego kurortu przyczynia się do jonizacji powietrza od 1200 do 1500 jonów na 1 cm³ (lekko dodatnich i ujemnych), co ma efekt uzdrawiający.

## Klimat
Klimat jest przejściowy i kontynentalny. Charakteryzuje się śnieżnymi, ale łagodnymi zimami ze średnią temperaturą około -1ºС, ze słonecznym i chłodnym latem ze średnią temperaturą około 20ºС.

## Infrastruktura
We wsi znajduje się gabinet lekarski, restauracje i sklepy oraz przedszkole i cerkiew. Miejscowość przyciąga wiele osobistości, które budują tu prywatne wille i ośrodki wypoczynkowe. Obecnie znajduje się ponad 150 willi.

## Turystyka
W centrum kurortu znajduje się jezioro przystosowane do wędkarstwa sportowego. Znajdują się liczne szlaki górskie. 